# Inna Rose
Inna Rose (* 10. April 1958  in Tomsk, damals Sowjetunion) ist eine ehemalige estnische/sowjetische Sportschützin.

## Leben
Rose schoss mit der Luftpistole und der Sportpistole. Bei den Weltmeisterschaften 1982 gewann sie mit der Luftpistole die Bronzemedaille. Mit der sowjetischen Mannschaft gewann sie 1982 und 1985 die Goldmedaille.
Bei den Olympischen Spielen 1992 in Barcelona ging sie für Estland an den Start und belegte mit der Luftpistole den 21. Platz und mit der Sportpistole den 35. Platz.
Rose wurde 1981 und 1982 zur Sportlerin des Jahres in Estland gewählt.